# Olinto
Olinto (griego antiguo Όλυνθος) fue una antigua ciudad griega localizada en la Calcídica, la principal de los calcideos, construida principalmente sobre dos elevaciones, en una llanura fértil, en el golfo de Torone, cerca del istmo de la península de Palene, a unos 60 estadios de Potidea, a unos 15 km al noreste. Estaba situada en la orilla izquierda de un río y a 2,5 km del mar, distancia suficiente para no verse sorprendida por un ataque desde el mar. 
Emplazada entre dos colinas que se extienden unos 1200 metros de sur a norte, su anchura en la parte superior es de 100 a 200 m. La colina sur se eleva de 16 a 25 m sobre su base y está a 59 m sobre el nivel del mar. La colina norte está a 65 m sobre el nivel del mar y sobre el llano de la parte norte se eleva 8 m.
Desde la parte meridional, mirando al sur, se ve todo el golfo de Torone (el actual Kólpos Kassándras) con la costa occidental de la península de Sitonia y la oriental de la península de Palene con el istmo y Potidea, ciudad esta de la que distaba unos 11 km hacia el noroeste. De Meciberna, puerto de Olinto, se hallaba a 5 km al oeste.

En cambio hacia el sur y oeste la vista desde Olinto está obstaculizada por un barranco que se extiende en dirección norte sur, cuya elevación y longitud son mayores que los del emplazamiento de Olinto.

## Historia
La breve historia de Olinto, fundada por los calcideos en el siglo VI a. C., es resumida esencialmente por Tucídides, en su Historia de la Guerra del Peloponeso, y por Libanio, retórico y maestro del emperador romano Juliano; y por Demóstenes en la introducción de sus discursos pronunciados en el verano del 349 a. C., algunos meses antes de que Olinto fuera arrasada por Filipo II de Macedonia.
Originalmente, fue un asentamiento indígena. En la colina sur hubo un pequeño asentamiento neolítico, abandonado en el curso de la Edad del Bronce. Fue reocupado en el trascurso del siglo VII a. C.. Posteriormente, la ciudad estuvo en posesión de los botieos.
El general persa Artabazo, de regreso a la escolta de Jerjes I en el Helesponto, ante la sospecha de que había sido urdida una revuelta contra el Gran Rey en Olinto, puso asedio a la ciudad en el 479 a. C. La ocupaban los botieos que habían sido expulsados del Golfo Termaico por los macedonios. Después de conquistarla hizo que trasladaran a sus habitantes a un lago y los degollasen. La ciudad fue entregada a Critóbulo de Torone para que la administrase.
Olinto formó parte de la Liga de Delos puesto que aparece en los registros de tributos a Atenas entre los años 454/3 y 433/2 a. C. En 432 a. C. las ciudades de Calcídica se rebelaron contra Atenas. Según cuenta Tucídides, Pérdicas II convenció a los calcideos para que abandonasen sus ciudades en la costa después de haberlas arrasado y se trasladasen a Olinto, convirtiéndola en la única ciudad fortificada. A dichos calcideos les dio parte de su propio territorio de Migdonia (región de Macedonia habitada en un tiempo por los migdonios, junto al lago Bolbe), para que la cultivaran mientras durara el estado de guerra con los atenienses.
Fue en torno a estos años cuando se edificó la nueva Olinto, una de las ciudades más conocidas de la Grecia clásica. El centro más antiguo, situado en una pequeña colina de 16 a 25 m de altura al sur de la nueva ciudad, no fue abandonado, conservando algunos edificios públicos de relieve y manteniendo inalterado su propio entramado urbano algo irregular, propio de un asentamiento colonial arcaico. 
En el centro arcaico se ha identificado un edificio, posiblemente el Bouleterión mientras que en la colina septentrional los nuevos barrios disponen sólo del ágora, que tan sólo albergó un edificio público y los establos ligados al tipo de actividades que situaron a Olinto en el centro de un vasto dominio.
La ciudad no tardó en dominar a sus vecinas y se puso al frente de la Liga Calcídica, que logró la independencia de Atenas. Proceso que comenzó, tras el tratado de paz entre Esparta y Atenas del 421 a. C., conocido como la Paz de Nicias. Según el tratado, Meciberna debía permanecer independiente, pero Olinto la tomó al asalto poco después.
Hacia el año 383 a. C. una embajada a Esparta fue enviada por las ciudades de Acanto y Apolonia para solicitar ayuda contra la ciudad de Olinto. Después de varias campañas donde los olintios consiguieron resistir e incluso hacían frecuentes incursiones contra ciudades aliadas de Esparta, finalmente los espartanos tomaron la ciudad.
Tras la pérdida de la hegemonía espartana después la batalla de Leuctra del año 371 a. C., la confederación calcídica liderada por Olinto volvió a adquirir importancia. Ante el ascenso de Macedonia, Olinto trató de buscar una alianza con Atenas pero tal alianza en un principio no pudo producirse y en cambio fue Filipo II, rey de los macedonios, quien propuso a Olinto una alianza. Olinto entonces combatió con él contra los atenienses, y recibió de los macedonios tanto Antemunte como Potidea, posesión ateniense que Filipo conquistó en el año 356 a. C. Más tarde, los olintios empezaron a sospechar del rey, por su deseo de expansión y su escasa fidelidad a los pactos, así que enviaron una embajada a Atenas para reconciliarse y se firmó un acuerdo de paz en el 352 a. C. Filipo, que desde hacía tiempo buscaba un pretexto para atacar a Olinto, se preparó para ello. Los olintios pidieron ayuda a Atenas en el 350 a. C. La excusa para el ataque fue la acogida como suplicante que dio la ciudad a Arrideo, hermanastro de Filipo, que estaba siendo perseguido por este. Cuando Olinto volvió a solicitar una firme alianza con Atenas en el 349 a. C., Demóstenes invitó a los atenienses a socorrer a Olinto. El año siguiente, el 348 a. C., al ejército de Filipo le abrieron las puertas dos traidores, Eutícrates y el jefe de la caballería, Léstenes. Olinto fue saqueada y sus habitantes esclavizados.
En el golfo de Casandra, a 8 km al oeste de Cerakini, se encuentra la ciudad actual de Olinto o Nea Olinto. Se encuentra situada en una pequeña meseta, en la orilla oeste del río Olintios o Resetenikia (el antiguo Sandanos). En la orilla opuesta se hallan los restos de la ciudad antigua.

## Descripción urbanística y arquitectónica

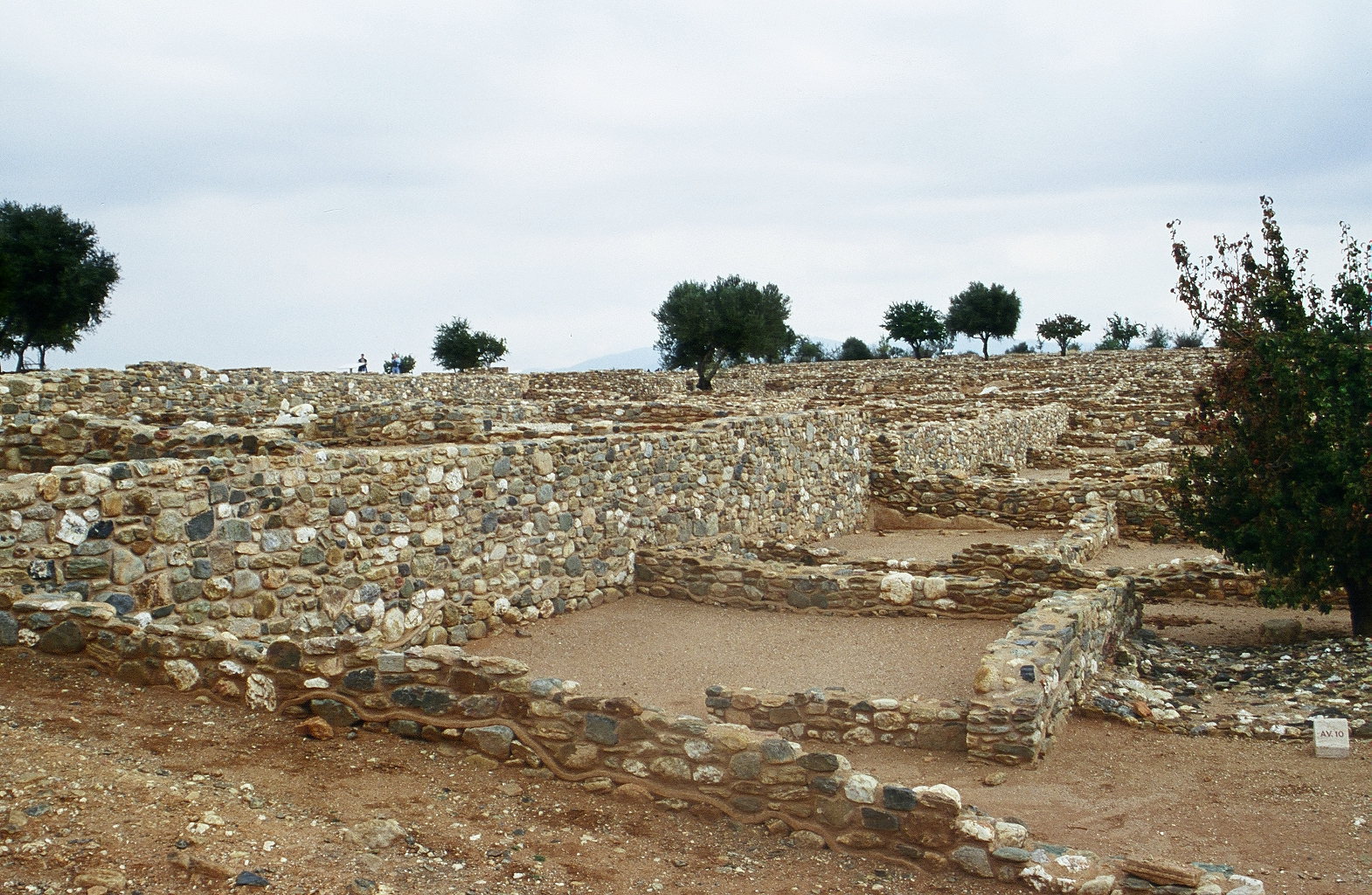
Restos de Olinto.

La riqueza de la ciudad, comentada por Libanio, se ha hecho evidente gracias a los hallazgos y sobre todo a la organización de la estructura de la ciudad. El asentamiento de la colina septentrional, el más reciente, está atravesado al menos por siete calles en sentido norte-sur, en las que confluían, perpendicularmente cada 35 m, calles en sentido este-oeste, paralelas entre sí. Estos cruces delimitaban las islas de casas todas de la misma dimensión: 86,30 x 35,50 m.
Todas las calles medían 5 m de anchura, salvo la central, que medía poco más de 7 m, siendo así el eje principal en sentido norte-sur. En su extremo meridional esta calle desembocaba en una gran explanada, que primero se consideró una plaza de armas y después se ha identificado con el ágora.
Olinto nos permite conocer la historia urbanística y arquitectónica de las fundaciones de época clásica y en concreto de las casas particulares muy similares, en conjunto, al tipo de vivienda descrito por Jenofonte: En las casas expuestas a mediodía el sol invernal entra en las habitaciones a través de los pórticos, pero en el verano pasa por encima de nuestras cabezas dándonos sombra. Es necesario que en las casas que dan al sur haya un segundo piso para que el sol no quede oculto durante el invierno, y que las que miran al norte sean más bajas, para que los vientos de tramontana no puedan penetrar.
De hecho, las islas, divididas en un número variable de casas - de 5 a 10- están orientadas al sur. Tienen dos pisos y una completa distribución de acuerdo con las funciones de cada habitación, soluciones todas ellas muy raras en Grecia en este período. Se han excavado unas cien casas y aunque parecidas no hay dos idénticas. Tenían muros de ladrillo sobre zócalos de piedra. 

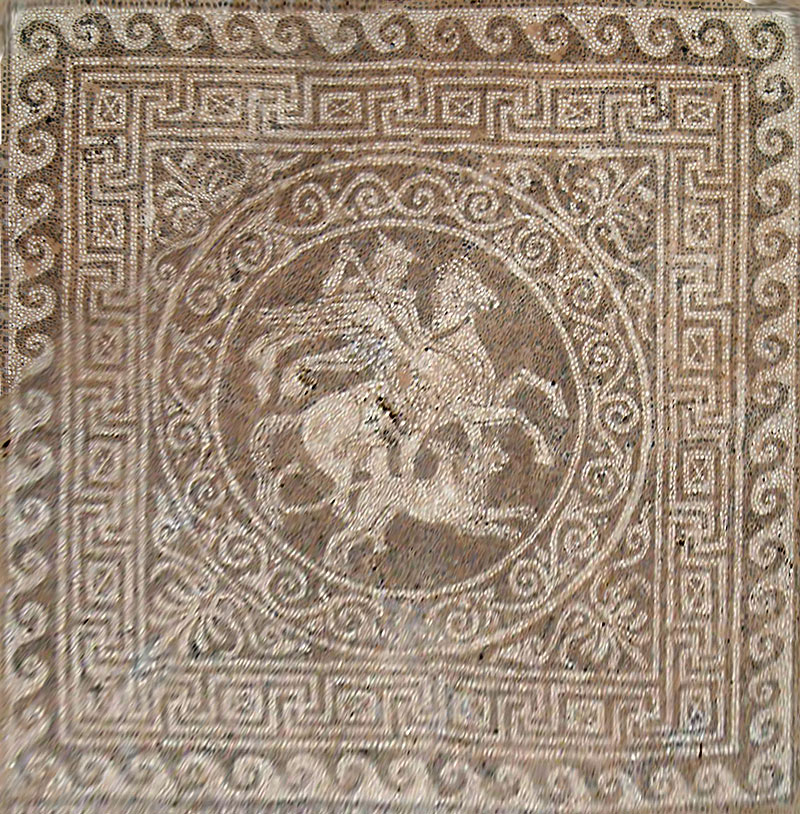
Mosaico de una casa de Olinto, con una represantación de Belerofonte.

La vivienda más corriente corresponde seguramente a la clase media de la ciudad: una sola entrada desde la calle lleva a un pequeño vestíbulo limitado a menudo por dos puertas, de las que la más interior permitía el acceso al patio. A él daba una habitación muy particular, la pastás, normalmente pavimentada con guijarros muy juntos. Generalmente, la pastás, a la que daban las habitaciones más importantes de la casa, era un pórtico o galería, situado en el lado norte, formado por pequeñas pilastras de madera sobre basas de piedra y rematadas por capiteles de piedra. En otros casos aparece separada del patio por medio de muros y pavimentada con notables mosaicos de guijarros. 
Estas variaciones definen a la pastás como un recibidor, una antesala, en la que la eventual adopción del pórtico servía para separar la zona más reservada de la casa -las habitaciones- de la de uso común, el patio. Detrás de la pastás se encontraban: un modesto dormitorio, la exédra, el lugar en que la familia se reunía a comer, la cocina con un hogar con un bordillo de piedra y una salida de aire mediante una chimenea; y el cuarto de baño, en algunas casas con una bañera que, por sus modernas soluciones, constituye un caso único en el mundo griego, ni siquiera evidenciado en las ricas viviendas de época helenística. 
Muy cerca de la entrada del patio, restos de las bases de piedra de las escaleras de madera y de peldaños demuestran que por encima de la pastás y de las habitaciones posteriores, había un segundo piso. Aquí se hallaban los dormitorios de los siervos, que nunca faltaban, ni siquiera en las familias más modestas, y el thálamos , la habitación de los esposos. 
Los mosaicos de guijarros son los primeros conocidos de la Grecia clásica. Excepcional es uno que representa al héroe Belerofonte, con el sombrero llamado pétaso, montado sobre su caballo Pegaso, alanceando a la Quimera, representada con cuerpo y cabeza de león, cola de serpiente y sobre la espalda una cabeza de cabra.
Los objetos que podrían indicarnos el uso de cada habitación son escasos debido en parte al saqueo realizado en el 348 a. C. por las tropas de Filipo II. Se han hallado, no obstante, 793 pesas de arcilla para telares, así como husos, contrapesos de ruecas y carretes.
Existían pocos manantiales o pozos naturales. La mayoría de los olintios dependían del abastecimiento público del agua. Un acueducto subterráneo aportaba un fuerte caudal de agua desde donde se cree había un cauce, a unos 8 km, hasta una fuente pública, muy mal conservada, en la colina norte. Pocas casas poseían cisternas para recoger las aguas pluviales.
Un tercio de las casas tenía baños, habitaciones con suelos impermeables, a veces con bañeras de terracota que permitían lavarse sentado con agua caliente.
Tres casas tienen signos de una letrina fija de arcilla, quizá con un asiento de madera. Desagües de arcilla depositaban el agua residual (en un caso incluyendo las fecales procedentes de una letrina fija) a las callejas de drenaje entre las dos hileras de casas de cada bloque.
La casa del tipo pastás no es la típica vivienda griega de la época clásica, sino que está más bien unida a las ciudades de nueva planta, caracterizadas por un nivel algo elevado. Tal vez no se casual que viviendas de este tipo, casi inexistentes en el mismo período, como Esparta o Atenas, se encuentren en Eretria, en un lugar donde en el siglo II a. C. surgirían grandes palacios; en las campiñas áticas, sujetas a un control más directo de la aristocracia; en Pella, la nueva capital macedónica, e incluso en Seutópolis, ciudad fundada por el rey odrisio Seutes III a finales del siglo IV a. C., como capital de su reino. 
La ciudad antigua, emplazada en la colina sur, conserva restos de edificios más pequeños sin una planificación urbanística.

### La Villa de la Buena Suerte
En esta villa en lugar de la más modesta pastás, el patio presenta un peristilo completo. Las habitaciones, más amplias, denotan una función de ocio y residencia más distinguida. 
Al este, separadas de la cocina, se abren dos estancias comunicadas entre sí con pavimentos de mortero parecido a nuestro cemento, que llevan inscripciones que alaban a Tique y Afrodita. Las paredes están decoradas con falsos bloques policromos, una especie de prototipo del famoso primer estilo pompeyano.
Pero la habitación más característica, de formas menos lujosas en al menos un tercio de las casas de Olinto, se encuentra al oeste: es el andrón, la sala de los banquetes masculinos. La riqueza decorativa (mosaicos en la antesala, con la entrega de las armas de Aquiles, y en el andrón, con el triunfo de Dioniso en el carro) y su posición apartada definen a esta sala como la más importante de la casa, allí donde se reunían los phíloi -amigos- unidos por estrechos vínculos de pertenencia al ambiente aristocrático.
En las ricas casas de época helenística, la función del andrón pasará a los grandes peristilos reservados al hombre, compuestos por grandes salas, bibliotecas y pinacotecas en las que, sin embargo, la ostentación de la riqueza y la imitación de las mansiones reales parece haber sido más importante que la función para banquetes de la época clásica.
La Casa de Hermes en Delos es la única casa helenística de la isla que posee un andrón totalmente semejante a los de Olinto.